# نورا شناب
نورا شناب (عربی: نورة أبو شنب؛ زادهٔ ۹ دسامبر ۱۹۸۷) بازیکن فوتبال اهل اسرائیل است.
وی همچنین در تیم ملی فوتبال زنان اسرائیل بازی کرده‌است.